# Koulpellé
Koulpellé är en ort i Burkina Faso.   Den ligger i regionen Centre-Sud, i den centrala delen av landet, 60 km sydost om huvudstaden Ouagadougou. Koulpellé ligger 306 meter över havet och antalet invånare är 641.
Terrängen runt Koulpellé är platt. Närmaste större samhälle är Kombissiri, 17,6 km norr om Koulpellé.
Omgivningarna runt Koulpellé är en mosaik av jordbruksmark och naturlig växtlighet. Runt Koulpellé är det ganska tätbefolkat, med 62 invånare per kvadratkilometer.